# Mount Vista
Mount Vista is een plaats (census-designated place) in de Amerikaanse staat Washington, en valt bestuurlijk gezien onder Clark County.

## Demografie
Bij de volkstelling in 2000 werd het aantal inwoners vastgesteld op 5770.

## Geografie
Volgens het United States Census Bureau beslaat de plaats een oppervlakte van
13,5 km², geheel bestaande uit land.

## Plaatsen in de nabije omgeving
De onderstaande figuur toont nabijgelegen plaatsen in een straal van 8 km rond Mount Vista.